# W. Neal Burnette
W. Neal Burnette (* 1944 im Bundesstaat New York) ist ein US-amerikanischer Biochemiker. Er gilt als einer der Erfinder des Western-Blot-Verfahrens.

## Leben
Burnette war der Sohn eines United-States-Air-Force-Piloten und wuchs in Texas auf. Er studierte zunächst Theater an der Texas Christian University und wechselte dann zu Biologie und Chemie, erhielt einen Master-Abschluss in Bioorganischer Chemie der University of Central Missouri und wurde an der Vanderbilt University mit einer Dissertation über Retroviren bei William Mitchell promoviert. Als Post-Doktorand war er am Albert Einstein College of Medicine bei J. Thomas August und bei Robert Nowinski am Fred Hutchinson Cancer Research Center in Seattle.
Dort entwickelte er 1979 das Western Blot Verfahren. Unabhängig geschah dies in der Gruppe von George Stark in Stanford. Burnette nannte das Verfahren in Anlehnung an den Southern Blot (Edwin Southern 1975) und den Northern Blot (James Alwine, David Kemp, George Stark 1977) den Western Blot, da sein Labor in Seattle an der Westküste lag. Seine Arbeit wurde zunächst (1979) von der Zeitschrift Analytical Biochemistry zurückgewiesen und erschien erst zwei Jahre später (1981) in derselben Zeitschrift. Inzwischen hatte sich Burnettes Entdeckung allerdings über Preprints und persönliche Kommunikation verbreitet.
Burnette war am Salk Institute und Anfang der 1980er Jahre bei Applied Molecular Genetics in Thousand Oaks in Kalifornien, bald darauf bekannt als Amgen, wo er an der Erzeugung von Impfstoffen mit rekombinanten DNA-Techniken arbeitete. Als er 1992 bei Amgen aufhörte, war er dank Aktienoptionen finanziell unabhängig. Er war noch im Management einer Reihe weiterer kleinerer Biotechnologie-Firmen und arbeitete für die US Army nach 9/11 als Spezialist für (terroristische) Bedrohung durch Infektionskrankheiten und zuständig für die Versorgung mit Impfstoffen zum Beispiel gegen Milzbrand und Pocken. Dazu wurde er aus seiner Stellung als Reserveoffizier reaktiviert und war zuletzt Oberst. Er lebt in Chapel Hill, North Carolina.

## Schriften
- „Western blotting“: electrophoretic transfer of proteins from sodium dodecyl sulfate-polyacrylamide gels to unmodified nitrocellulose and radiographic detection with antibody and radioiodinated protein A. In: Analytical Biochemistry. Bd. 112, Nr. 2, 1981, doi:10.1016/0003-2697(81)90281-5, S. 195–203
  - W. Neal Burnette: This Week’s Citation Classic: Western blotting. In: Science Citation Classics. Nr. 44, 4. November 1991, S. 8 (PDF)